# Dryadella sororcula
Dryadella sororcula är en orkidéart som beskrevs av Carlyle August Luer. Dryadella sororcula ingår i släktet Dryadella och familjen orkidéer. Inga underarter finns listade i Catalogue of Life.